# Damloup
Damloup est une commune française située dans le département de la Meuse, en région Grand Est.

## Géographie

### Localisation
Située à une quinzaine de kilomètres au nord-est de Verdun, la commune de Damloup est située dans la plaine de la Woëvre, au pied des côtes de Meuse.
Près de la moitié du territoire de la commune est boisé.

### Communes limitrophes

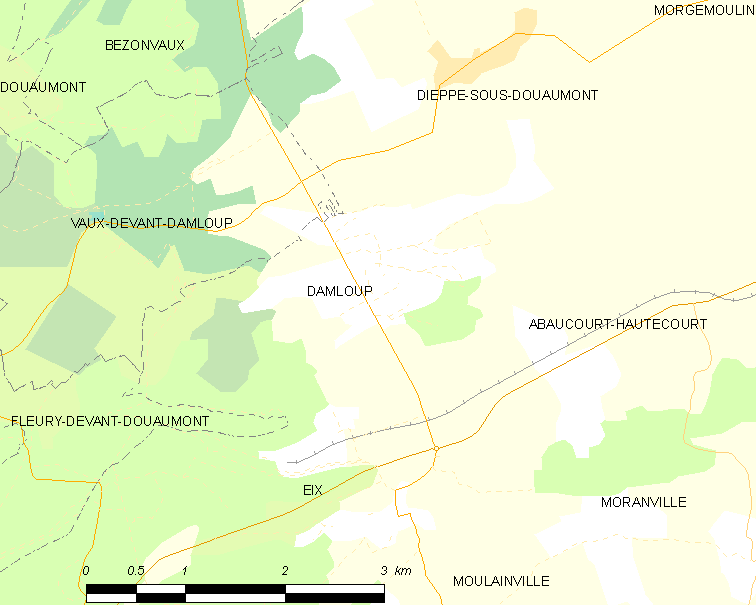
Carte de la commune.

| Vaux-devant-Damloup village détruit |         | Dieppe-sous-Douaumont |
|                                     | Damloup | Abaucourt-Hautecourt  |
|                                     | Eix     |                       |

### Hydrographie

#### Réseau hydrographique
La commune est dans le bassin versant du Rhin au sein du bassin Rhin-Meuse. Elle est drainée par le ruisseau de Tavannes,.
Le ruisseau de Tavannes, d'une longueur de 13 km, prend sa source dans la commune de Eix et se jette  dans l'Orne à Étain, après avoir traversé sept communes. 

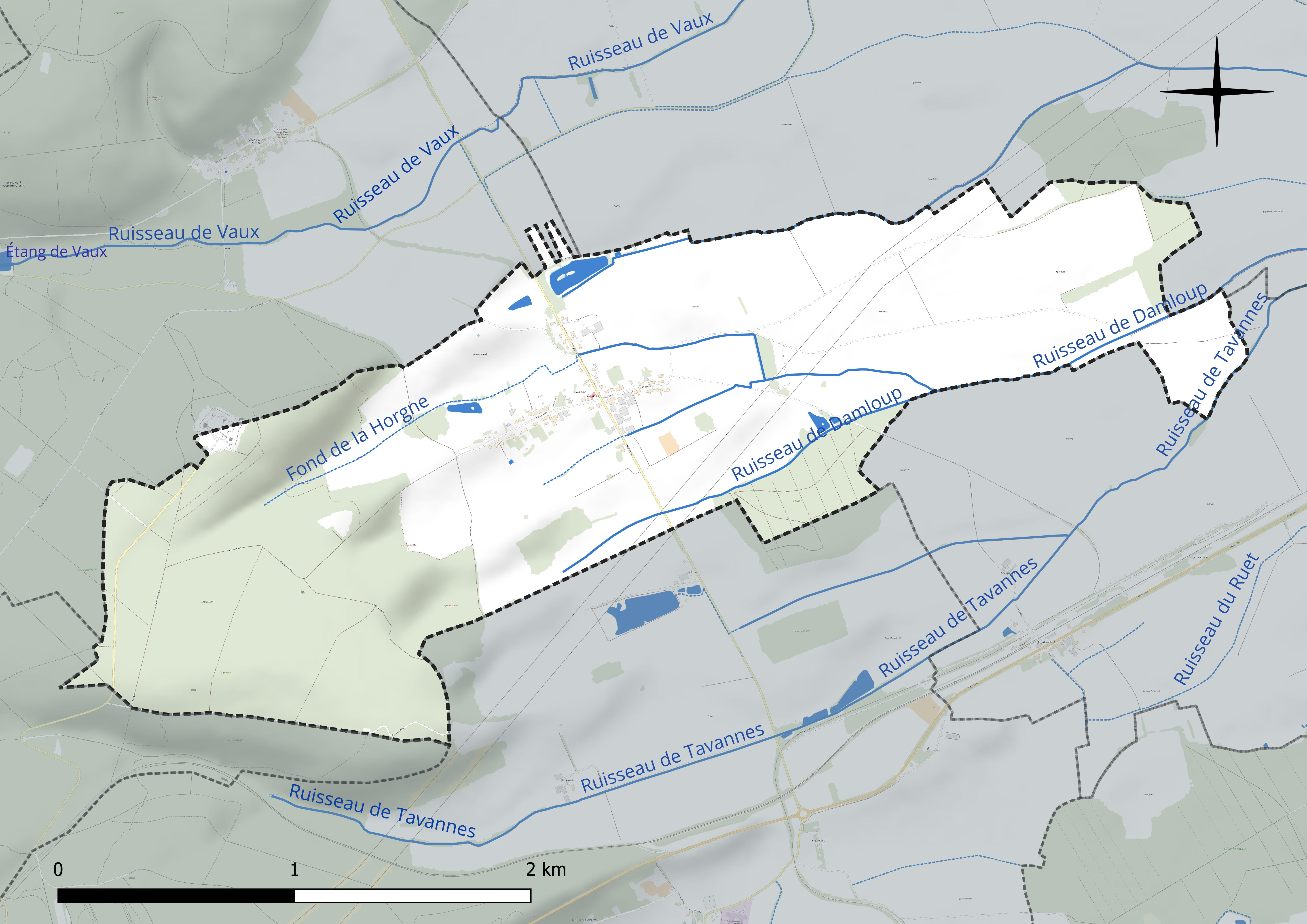
Réseau hydrographique de Damloup.

#### Gestion et qualité des eaux
Le territoire communal est couvert par le schéma d'aménagement et de gestion des eaux (SAGE) « Bassin ferrifère ». Ce document de planification concerne le périmètre des anciennes galeries des mines de fer, des aquifères et des bassins versants hydrographiques associés qui s’étend sur 2 418 km2. Les bassins versants concernés sont celui de la Chiers en amont de la confluence avec l'Othain, et ses affluents (la Crusnes, la Pienne, l'Othain), celui de l'Orne et ses affluents et celui de la Fensch, le Veymerange, la Kiesel et les parties françaises du bassin versant de l'Alzette et de ses affluents (Kaylbach, ruisseau de Volmerange). Il a été approuvé le 27 mars 2015. La structure porteuse de l'élaboration et de la mise en œuvre est la région Grand Est. 
La qualité des cours d’eau peut être consultée sur un site dédié géré par les agences de l’eau et l’Agence française pour la biodiversité. 

### Climat
Pour des articles plus généraux, voir Climat du Grand Est et Climat de la Meuse.
En 2010, le climat de la commune est de type climat des marges montargnardes, selon une étude du Centre national de la recherche scientifique s'appuyant sur une série de données couvrant la période 1971-2000. En 2020, Météo-France publie une typologie des climats de la France métropolitaine dans laquelle la commune est exposée à un climat océanique altéré et est dans la région climatique  Lorraine, plateau de Langres, Morvan, caractérisée par un hiver rude (1,5 °C), des vents modérés et des brouillards fréquents en automne et hiver. 
Pour la période 1971-2000, la température annuelle moyenne est de 9,6 °C, avec une amplitude thermique annuelle de 16 °C. Le cumul annuel moyen de précipitations est de 956 mm, avec 13,7 jours de précipitations en janvier et 9,5 jours en juillet. Pour la période 1991-2020, la température moyenne annuelle observée sur la station météorologique de Météo-France la plus proche, « Bonzée_sapc », sur la commune de Bonzée à 14 km à vol d'oiseau, est de 10,6 °C et le cumul annuel moyen de précipitations est de 783,7 mm. 
La température maximale relevée sur cette station est de 40,6 °C, atteinte le 24 juillet 2019 ; la température minimale est de −17,3 °C, atteinte le 7 février 2012,,. 
Les paramètres climatiques de la commune ont été estimés pour le milieu du siècle (2041-2070) selon différents scénarios d'émission de gaz à effet de serre à partir des nouvelles projections climatiques de référence DRIAS-2020. Ils sont consultables sur un site dédié publié par Météo-France en novembre 2022.

## Urbanisme

### Typologie
Au 1er janvier 2024, Damloup est catégorisée commune rurale à habitat dispersé, selon la nouvelle grille communale de densité à sept niveaux définie par l'Insee en 2022.
Elle est située hors unité urbaine. Par ailleurs la commune fait partie de l'aire d'attraction de Verdun, dont elle est une commune de la couronne,. Cette aire, qui regroupe 103 communes, est catégorisée dans les aires de moins de 50 000 habitants,.

### Occupation des sols
L'occupation des sols de la commune, telle qu'elle ressort de la base de données européenne d’occupation biophysique des sols Corine Land Cover (CLC), est marquée par l'importance des territoires agricoles (64,7 % en 2018), une proportion identique à celle de 1990 (64,7 %). La répartition détaillée en 2018 est la suivante : 
terres arables (39,7 %), forêts (35,3 %), prairies (15,8 %), zones agricoles hétérogènes (9,3 %). L'évolution de l’occupation des sols de la commune et de ses infrastructures peut être observée sur les différentes représentations cartographiques du territoire : la carte de Cassini (XVIIIe siècle), la carte d'état-major (1820-1866) et les cartes ou photos aériennes de l'IGN pour la période actuelle (1950 à aujourd'hui).

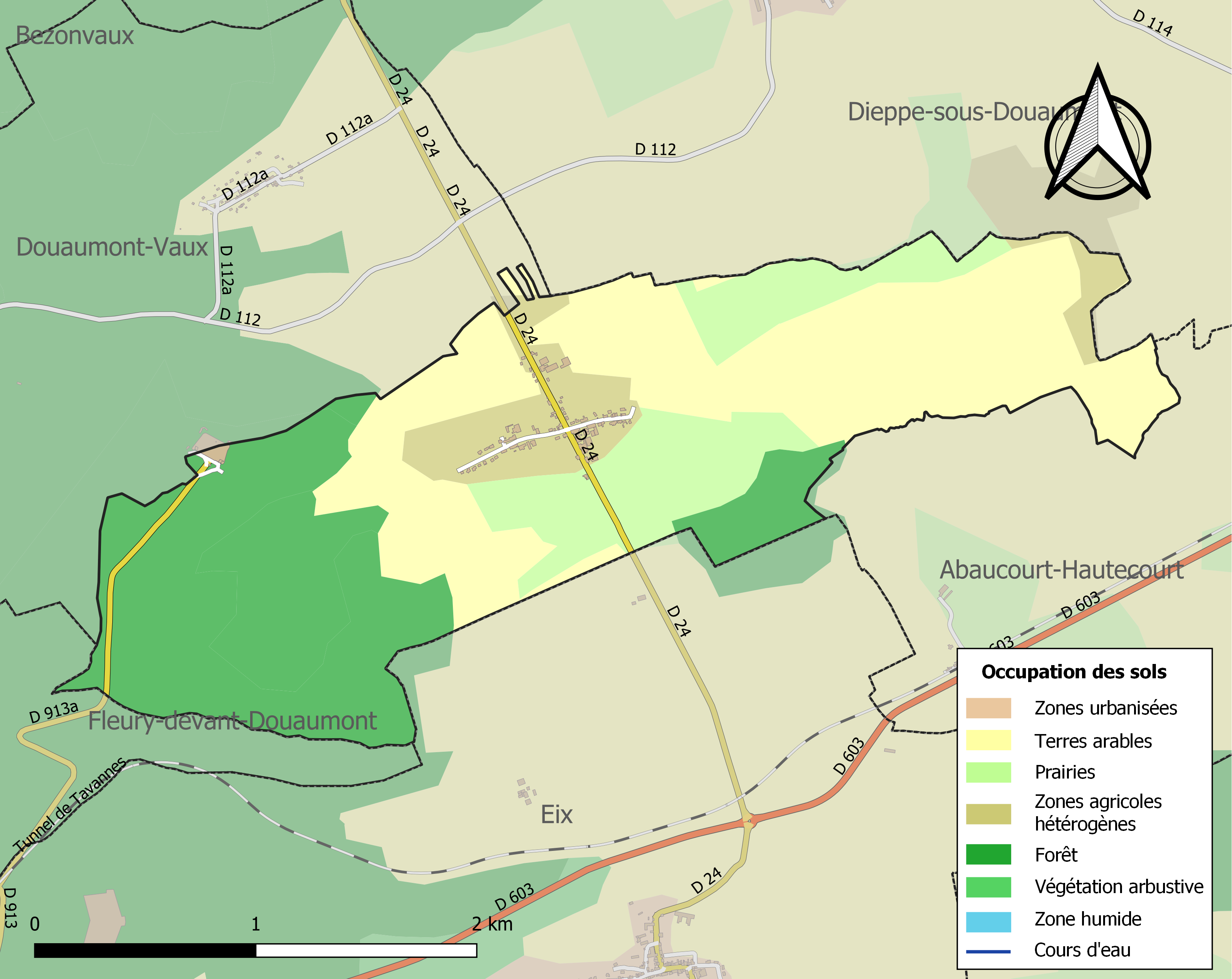
Carte des infrastructures et de l'occupation des sols de la commune en 2018 (CLC).

## Toponymie
Le nom de la localité est attesté sous les formes Domnus-Lupus (1049) ; Danlouf (1262) ; Damlouf (1289) ; Damploup (1549) ; Damploux, de Domnolupo (1642) ; Danlou (1656) ; Damplou (1743) ; Domnus-Labus (1756).

Damloup fut mentionnée pour la première fois dans une bulle du pape Léon IX en 1049, sous le nom de Domnus Lupus (ou Dominus Lupus), tirant son nom de son saint patron saint Loup, fêté traditionnellement le premier dimanche d'août.
Damloup est un hagiotoponyme caché.

## Histoire
Comme les autres communes alentour, le village fut entièrement détruit au cours de la bataille de Verdun en 1916.

## Population et société

### Démographie
L'évolution du nombre d'habitants est connue à travers les recensements de la population effectués dans la commune depuis 1793. Pour les communes de moins de 10 000 habitants, une enquête de recensement portant sur toute la population est réalisée tous les cinq ans, les populations de référence des années intermédiaires étant quant à elles estimées par interpolation ou extrapolation. Pour la commune, le premier recensement exhaustif entrant dans le cadre du nouveau dispositif a été réalisé en 2008.

En 2022, la commune comptait 126 habitants, en évolution de −5,26 % par rapport à 2016 (Meuse : −4,4 %, France hors Mayotte : +2,11 %).
| 1793 | 1800 | 1806 | 1821 | 1831 | 1836 | 1841 | 1846 | 1851 |
| ---- | ---- | ---- | ---- | ---- | ---- | ---- | ---- | ---- |
| 239  | 231  | 251  | 280  | 340  | 333  | 346  | 355  | 335  |

| 1856 | 1861 | 1866 | 1872 | 1876 | 1881 | 1886 | 1891 | 1896 |
| ---- | ---- | ---- | ---- | ---- | ---- | ---- | ---- | ---- |
| 280  | 274  | 257  | 265  | 280  | 273  | 274  | 286  | 313  |

| 1901 | 1906 | 1911 | 1921 | 1926 | 1931 | 1936 | 1946 | 1954 |
| ---- | ---- | ---- | ---- | ---- | ---- | ---- | ---- | ---- |
| 316  | 328  | 323  | 62   | 137  | 118  | 121  | 115  | 112  |

| 1962 | 1968 | 1975 | 1982 | 1990 | 1999 | 2006 | 2008 | 2013 |
| ---- | ---- | ---- | ---- | ---- | ---- | ---- | ---- | ---- |
| 116  | 112  | 90   | 95   | 109  | 131  | 143  | 147  | 137  |

| 2018 | 2022 | - | - | - | - | - | - | - |
| ---- | ---- | - | - | - | - | - | - | - |
| 129  | 126  | - | - | - | - | - | - | - |

## Culture locale et patrimoine

### Lieux et monuments
Les monuments de la commune de Damloup sont essentiellement des éléments de fortifications. En effet, la Meuse a été une frontière stratégique entre le royaume de France et le Saint-Empire romain germanique.
- Le fort de Vaux est localisé sur les territoires des communes de Damloup et de Vaux-devant-Damloup. Il fut construit dans la deuxième moitié du XIXe siècle. Il est propriété du conseil départemental de la Meuse depuis quelques années, de même que le fort de Douaumont. Classé au titre des monuments historiques depuis 1970[23], il est partiellement ouvert au public.
- L'ouvrage défensif de la Laufée.
- L'église paroissiale Saint-Loup, construite en 1765,  reconstruite en 1928 après la destruction de l'ancienne en 1916 au cours de la bataille de Verdun.

### Personnalités liées à la commune
Patrie du général François Chevert, né le 2 février 1695 à Verdun, il meurt à Paris le 24 janvier 1769.

### Décoration française
- Croix de guerre 1914-1918.

### Héraldique
| Blason | Blasonnement : Tranché d'or maçonné de sable et de gueules, au loup grimpant, armé, lampassé de sable et allumé d'or, de l'un en l'autre. |